# Гильдия сценаристов США
Гильдия сценаристов Америки (англ. Writers Guild of America) — общий термин, относимый к объединённым действиям двух различных профессиональных союзов США:
- Гильдия сценаристов Америки (Восток)[англ.], представляющий интересы сценаристов кино и телевидения к востоку от Миссисипи.
- Гильдия сценаристов Америки (Запад)[англ.], представляющий интересы сценаристов кино и телевидения в Голливуде и Южной Калифорнии.